# Amt Neukloster-Warin
Im Amt Neukloster-Warin haben sich sieben Gemeinden und zwei Städte zur Erledigung ihrer Verwaltungsgeschäfte zusammengeschlossen. Eine eigene Amtsverwaltung existiert nicht, sie wurde auf die amtsangehörige Stadt Neukloster übertragen. Am 1. Juli 2004 wurden die ehemaligen Ämter Neukloster und Warin zusammengelegt. Das Amt liegt im Osten des Landkreises Nordwestmecklenburg in Mecklenburg-Vorpommern und grenzt an die Landkreise Ludwigslust-Parchim und Rostock.

## Beschreibung
Das Amtsgebiet zwischen der Hansestadt Wismar und der oberen Warnow ist von Grundmoränen und Tälern geprägt, in denen zahlreiche Seen liegen. Die größten sind: Neuklostersee, Großer Wariner See, Groß Labenzer See und Neuhofer See. Sie gehören zu den nördlichsten Seen der Sternberger Seenplatte. Die höchste Erhebung des Amtsgebietes ist der Fuchsberg mit 104 m ü. HN, nach dem auch eine Tank- und Rastanlage an der Ostseeautobahn A 20 benannt wurde.
Neben der A 20 führt die Bundesstraße 192 durch das Amt Neukloster-Warin. Ein Teilstück der A 14 vom Kreuz Wismar zur A 24 (Berlin – Hamburg) führt zwischen den amtsangehörigen Gemeinden Jesendorf und Zurow hindurch.

## Die Gemeinden mit ihren Ortsteilen
- Bibow mit Dämelow, Hasenwinkel, Neuhof und Nisbill
- Glasin mit Babst, Charlottenfelde, Groß Tessin, Perniek, Pinnowhof, Poischendorf, Strameuß und Warnkenhagen
- Jesendorf mit Büschow, Neperstorf und Trams
- Lübberstorf mit Lüderstorf und Neumühle
- Stadt Neukloster mit Neuhof, Nevern, Ravensruh, Sellin und Rügkamp
- Passee mit Alt Poorstorf, Goldberg, Holtingsdorf und Tüzen
- Stadt Warin mit Allwardtshof, Groß Labenz, Klein Labenz, Mankmoos, Pennewitt und Wilhelmshof
- Zurow mit Fahren, Kahlenberg, Klein Warin, Krassow, Nakenstorf, Reinstorf und Schmakentin
- Züsow mit Alt Tollow, Bäbelin, Teplitz, Tollow und Wakendorf

## Politik

### Wappen, Flagge, Dienstsiegel
Das Amt verfügt über kein amtlich genehmigtes Hoheitszeichen, weder Wappen noch Flagge. Als Dienstsiegel wird das kleine Landessiegel mit dem Wappenbild des Landesteils Mecklenburg geführt. Es zeigt einen hersehenden Stierkopf mit abgerissenem Halsfell und Krone und der Umschrift „AMT NEUKLOSTER-WARIN • LANDKREIS NORDWESTMECKLENBURG“.

## Belege
1. ↑  Statistisches Amt M-V – Bevölkerungsstand der Kreise, Ämter und Gemeinden 2023 (XLS-Datei) (Amtliche Einwohnerzahlen in Fortschreibung des Zensus 2011) (Hilfe dazu).
2. ↑  Hauptsatzung § 1